# MV Havengore
Le MV Havengore est un ancien navire hydrographique lancé à l'origine en 1956 pour le service avec le Port of London Authority (en) (PLA). Après son retrait du service et sa vente en 1995, il a été ré-enregistré en tant que navire à passagers pour un maximum de 40 passagers.
Basé sur la Tamise, aux docks de St Katharine, Havengore a également servi en tant que navire de cérémonie. Il est surtout connu pour avoir porté le cercueil de Sir Winston Churchill de la jetée de la tour de Londres (Tower Pier) au Festival Pier, près de la gare Waterloo lors de ses obsèques nationales le 30 janvier 1965.
Ce bâtiment est inscrit au registre du National Historic Ships depuis 2000 avec le certificat n°1819.

## Histoire

### 1956-1995 - Autorité portuaire de Londres
Entré en service le 4 février 1956, le navire hydrographique était responsable de l'enregistrement des modifications du lit de la Tamise et de l'estuaire de la Tamise. Il a été le premier navire de recherche du Royaume-Uni à posséder un ordinateur d'enregistrement des données en utilisant un ruban perforé et remplacé, en 1989, par un système Unix. Devenant le navire le plus ancien il a effectué son dernier travail hydrographique en 1995, puis a été retiré du service et vendu.
Le 30 janvier 1965 Havengore a porté le corps de Sir Winston Churchill dans son dernier voyage sur l'eau le long de la Tamise de Tower Millennium Pier (en) au Festival Pier (en) lors de ses funérailles d'État. Cet événement a été retransmis en direct au public mondial estimé à 350 millions de téléspectateurs. Havengore porte une plaque commémorative de la International Churchill Society. Il a participé au Silver Jubilee of Elizabeth II (en) en 1977.

### 1995-maintenant - propriété privée
En 1995, Havengore a été restauré et réaménagé au chantier naval dans Chatham Historic Dockyard (en) dans le Kent. Il a été utilisé par le Havengore Education and Leadership Mission (HELM) pour fournir des excursions aux enfants défavorisés sur le fleuve Medway. En 2006, il change de propriétaire et bénéficie d'une restauration pour récupérer sa structure originelle en conformité avec la réglementation de la Maritime and Coastguard Agency. Il a participé à la célébration du 200e anniversaire de la bataille de Trafalgar ainsi qu'au Jour du Souvenir et au Jour des forces armées.
Amarré aux docks de St Katharine, Havengore navigue pour des actions de service public et des activités de bienfaisance et il est également disponible à des fins d'accueil d'entreprises.
Le 17 mai 2012, Havengore a été choisi pour mener les membres de la famille royale dans le cadre du Jubilé de diamant d'Élisabeth II dans une flottille de plus d'un millier de navires durant le Thames Diamond Jubilee Pageant (en) le 3 juin 2012.